# David Ferrier

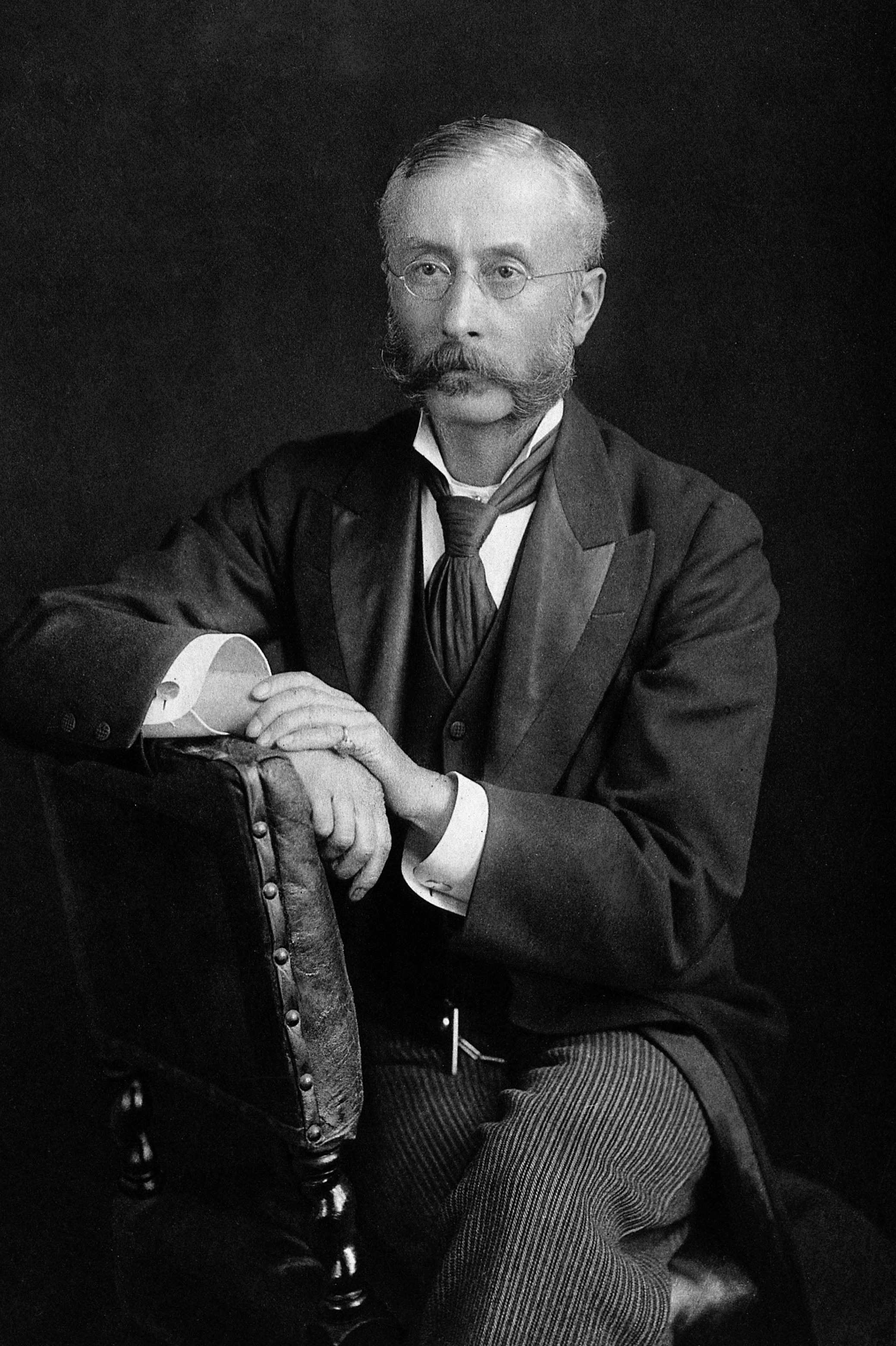
David Ferrier

David Ferrier (ur. 13 stycznia 1843 w Woodside-Aberdeen, zm. 19 marca 1928 w Londynie) – szkocki lekarz, fizjolog i neurolog. Był jednym z głównych propagatorów teorii lokalizacyjnej w neurofizjologii.
Członek Royal Society (od 1876), laureat Royal Medal (1890). W 1911 roku otrzymał tytuł szlachecki.